# Vulturești (okręg Ardżesz)
Vulturești – wieś w Rumunii, w okręgu Ardżesz, w gminie Vulturești. W 2011 roku liczyła 2075 mieszkańców.